# West Bridgford
West Bridgford este un oraș în comitatul Nottinghamshire, Anglia. West Bridgford este o suburbie a Nottinghamului, în ciuda faptului că este în afara limitelor administrative  orașului Nottingham. Acesta se află la sud de limita orașului, delimitată de râul Trent, și formează cel mai mare oraș în cartierul de Rushcliffe și este, de asemenea, centrul administrativ al Nottinghamshire si comitatul Hall.
Orașul este încercuit de autostrada A52 și A6011 (fosta A52).